# Estoher
Estoher är en kommun i departementet Pyrénées-Orientales i regionen Occitanien i södra Frankrike. Kommunen ligger i kantonen Vinça som tillhör arrondissementet Prades. År 2022 hade Estoher 154 invånare.

## Befolkningsutveckling
Antalet invånare i kommunen Estoher
| Referens: INSEE |